# Mezinárodní atomový čas
Mezinárodní atomový čas (TAI, temps atomique international) je souřadnicový čas definovaný pomocí atomových hodin. Údaje z více než 200 atomových hodin (EAL, Echelle Atomique Libre) se od roku 1977 relativisticky (kvůli započtení gravitační dilatace času) přepočítávají z vlastního času hodin na rotující geoid (střední hladinu moře). Jeho plynutí tak není závislé ani na periodě rotace Země ani na výšce umístění atomových hodin, jako u lokálního měření atomového času. Tento čas představuje v současné době nejpřesnější dosažitelnou časovou stupnici.
Rozdíl mezi TAI a UTC se stále mění a doposud zvětšuje. Změna probíhá skokem. Rozdíl, anglicky zvaný leap seconds - přestupné sekundy, je způsoben vkládáním přestupných sekund pro korekci UTC. Hodnoty rozdílu a jeho historii lze nalézt v BIPM na zvláštní stránce věnované aktuální hodnotě přestupných sekund, odkud je přebírá např. NIST. Archiv je aktualizován měsíčně. Od 30. června 2012 byl rozdíl TAI a UTC přesně 35 sekund, od 30. června 2015 již 36 sekund. Zatím poslední přestupná sekunda je vložena dne 31. prosince 2016 a aktuální rozdíl TAI−UTC je 37 sekund.
Relativní nestabilitu frekvence časové stupnice EAL lze pro kratší časy vyjádřit jako {\displaystyle 1{,}7\times 10^{-15}} s poklesem s odmocninou počtu dní a pro delší časy jako {\displaystyle 0{,}2\times 10^{-16}} s nárůstem s odmocninou počtu dní. TAI se počítá jako průměrný údaj z korigovaných údajů EAL. Je zpětně publikován BIPM v „Circular T“.